# Мікрон (супутник)
«Мікрон» (МС-1-ТК) — малогабаритний космічний апарат. Мета запуску КА «Мікрон» полягала у відпрацюванні технології створення мікросупутника та перевірці нових технічних і технологічних рішень. У ході розробки цього космічного апарата було реалізовано низку нових науково-технічних результатів, серед яких — створення супутника в негерметичному виконанні, мініатюризація та інтеграція бортового обладнання, введення бортового обчислювального комплексу для керування підсистемами КА, покращення характеристик його енергозабезпечення.
Корисне навантаження мікроспутника: малогабаритна бортова телевізійна камера (МБТК-ВД) — забезпечує отримання цифрових оптико-електронних знімків Землі в панхроматичному діапазоні.
Крім того, одним із завдань мікроспутника було відпрацювання нової системи його орієнтації на базі магнітометра та електромагнітів без застосування інших допоміжних пристроїв.
Запуск супутника здійснений 24 грудня 2004 року, разом зі супутником Січ-1М.